# Ispettore Maggie
Ispettore Maggie (The Gentle Touch) è una serie televisiva britannica in 56 episodi trasmessi per la prima volta nel corso di 5 stagioni dal 1980 al 1984.
È una serie poliziesca incentrata sulle vicende della detective inglese Maggie Forbes. È nota per essere una delle prime serie britanniche ad avere come protagonista unica un detective della polizia femmina. La serie generò lo spin-off Gli occhi dei gatti, in cui Maggie Forbes lascia la polizia e diventa agente speciale insieme ad altre due donne.

## Trama
Maggie Forbes è una ispettrice della polizia presso la stazione di Seven Dials a Londra. Il marito di Maggie, un agente di polizia, viene ucciso durante il primo l'episodio e la donna resta da sola ad allevare il figlio adolescente. La serie tratta diffusamente delle procedure di routine della polizia britannica e offre una rappresentazione schietta delle problematiche sociali (con temi quali il razzismo, il sessismo, l'omosessualità, la salute mentale e l'eutanasia). L'azione non la fa da padrone e la violenza, se confrontata con altre serie poliziesche britanniche dell'epoca, viene sostituita da un approccio più orientato al personaggio. Anche se la serie è incentrata principalmente sulla vita professionale di Maggie in un campo dominato dagli uomini, molto spesso viene mostrata la sua vita personale a casa con il figlio Steve, così come i suoi occasionali coinvolgimenti romantici che a volte si scontrano con il suo lavoro.

## Personaggi e interpreti
- DI Maggie Forbes (56 episodi, 1980-1984), interpretata da Jill Gascoine.
- Detective Ispettore Russell (54 episodi, 1980-1984), interpretato da William Marlowe.
- DS Jake Barratt (42 episodi, 1980-1984), interpretato da Paul Moriarty.
- DI Bob Croft (34 episodi, 1980-1983), interpretato da Brian Gwaspari.
- Steve Forbes (32 episodi, 1980-1984), interpretato da Nigel Rathbone.
- Detective Sergente Jimmy Fenton (25 episodi, 1980-1982), interpretato da Derek Thompson.
- DS Peter Philips (20 episodi, 1982-1984), interpretato da Kevin O'Shea.
- George Taylor (16 episodi, 1980-1984), interpretato da James Ottaway.
- Mike Turnbull (12 episodi, 1982-1984), interpretato da Bernard Holley.
- DI Jack Slater (7 episodi, 1984), interpretato da Michael Graham Cox.
- Sergente Sid Bryant (7 episodi, 1982-1984), interpretato da Michael Cronin.
- Mrs Russell (5 episodi, 1980-1983), interpretata da Pamela Buchner.
- Zia Win (4 episodi, 1982-1984), interpretata da Avis Bunnage.
- WPC Evans (4 episodi, 1980-1982), interpretato da Jean Hastings.
- Maisie (3 episodi, 1982-1983), interpretato da Hazel Clyne.
- Eskimo (3 episodi, 1980-1984), interpretato da Ben Thomas.
- Dale Blanden (3 episodi, 1980-1983), interpretato da Jason Savage.
- Dave Connally (3 episodi, 1980-1981), interpretato da George Sewell.
- WPC Sandra Williams (3 episodi, 1981-1982), interpretata da Maev Alexander.
- WPC Virginia Hankie (3 episodi, 1984), interpretata da Debbi Blythe.

## Produzione
La serie, ideata da Terence Feely, fu prodotta da London Weekend Television Le musiche furono composte da Roger Webb.

### Registi
Tra i registi sono accreditati:
- Nic Phillips in 8 episodi (1981-1983)
- Christopher Hodson in 4 episodi (1980-1982)
- Carol Wiseman in 3 episodi (1981-1982)
- Gerald Blake in 3 episodi (1982)
- Christopher Baker in 2 episodi (1981-1982)
- John Reardon in 2 episodi (1981-1982)
- Gerry Mill in 2 episodi (1982-1983)
- John Davies in 2 episodi (1983)
- David Askey
- James Gatward
- Peter Moffatt
- Tony Wharmby
- Jonathan Wright-Miller

### Sceneggiatori
Tra gli sceneggiatori sono accreditati:
- Terence Feely in 8 episodi (1980-1984)
- Roger Marshall in 8 episodi (1980-1982)
- Peter Hammond in 6 episodi (1982-1984)
- Ray Jenkins in 3 episodi (1981-1982)
- Neil Rudyard in 3 episodi (1982-1983)
- Kenneth Ware in 2 episodi (1981-1983)
- Tony Parker in 2 episodi (1982-1983)
- Anthony Biggam
- David Crane
- Brian Finch
- Tony Hoare
- Pat Hooker
- Simon Masters

## Distribuzione
La serie fu trasmessa nel Regno Unito dall'11 aprile 1980 al 24 novembre 1984  sulla rete televisiva ITV. In Italia è stata trasmessa con il titolo Ispettore Maggie. È stata distribuita anche in Svezia dal 2 maggio 1981 con il titolo Kommissarie Maggie.

## Episodi
| Stagione         | Episodi | Prima TV Regno Unito | Prima TV Italia |
| ---------------- | ------- | -------------------- | --------------- |
| Prima stagione   | 7       | 1980                 |                 |
| Seconda stagione | 10      | 1980                 |                 |
| Terza stagione   | 13      | 1981-1982            |                 |
| Quarta stagione  | 13      | 1982-1983            |                 |
| Quinta stagione  | 13      | 1984                 |                 |